# Пальчино
Па́льчино — деревня в Сергиево-Посадском районе Московской области, в составе муниципального образования Сельское поселение Васильевское (до 29 ноября 2006 года входила в состав Марьинского сельского округа).

## Население
| 2002 | 2006 | 2010 |
| ---- | ---- | ---- |
| 19   | ↗20  | ↘18  |

## География
Пальчино расположено примерно в 27 км (по шоссе) на запад от Сергиева Посада, на правом берегу реки Веля, высота центра деревни над уровнем моря — 185 м.
На 2016 год в деревне зарегистрировано 2 садовых товарищества. Деревня связана автобусным сообщением с райцентром и соседними населёнными пунктами.